# Àrabs manga
Els Manga o Wamanga és un terme que es refereix als araboparlants procedents d'Oman, concretament de la regió de Masqat, que immigren a Àfrica oriental, especialment a les petites illes com Zanzíbar. Es diferencien inclús dels omanites que ja portaven un temps, que es van establir durant la primera onada d'immigració, no només pel temps que ja portaven, sinó també pel seu nivell d'educació, del coneixement islàmic, d'integració, del nivell socioeconòmic i així com del període que tenien intenció quedar-se (de mitjana, una generació).
Per tant, els Manga, degut el seu nivell baix en tot lo anteriorment mencionat respecte els seus predecessors, només podien aspirar a llocs econòmics de baix nivell, com a petits conreadors de terres, supervisors de plantacions, gerents de caravanes o petits comerciants a diferència dels predecessors que es van esdevindre aristòcrates.

## Etimologia
El terme deriva de l'àrab munqa'a (la mar) i la seva arrel, naqa'a, "remullar". Per tant, es refereix a mariners àrabs o qualsevol àrab que vingués d'ultramar.